# Csíksomlyói Szenvedő Jézus-kápolna
Az erdélyi Kissomlyó-hegy tetején álló Salvator-kápolnától keletre, attól alig néhány méternyire található a Szenvedő Jézus kápolnája.

## A kápolna leírása
A kápolna egy nyitott kis fülke, amelynek nyugati oldalán olvasható latin nyelvű falfelírása a szünet nélkül megújuló, áhítatos imára hívja fel a zarándokok figyelmét:
sIne Inter MissIone orodItIs Deo In LoCo Isto et Plae oratIones Vestrae AtqVe sUspIrIa non erUnt InanIa
vagyis: 
”Ezen a helyen szünet nélkül imádjátok az  Urat és könyörgéseitek nem lesznek hiábavalók”
Orbán Balázs szerint a Szenvedő Jézus-kápolna: 
“Jézus ostorozásának tiszteletére épült ismeretlen időben.”

## A kápolna belseje
A Szenvedő Jézus kápolnájában, a különös szépségű, oszlophoz kötözött Krisztus-szobrot őrzik. Az 1810-ben készült alkotás, Jézust térdelő alakban ábrázolja. Itt  olvasható az alábbi felirat: 
B/áró Hent/er Ant/al: és G/róf Hal/ler Anna 1810 ajánlotta.
A szobor hátterében, ugyancsak a szenvedő Jézust ábrázoló vászonkép van a falra helyezve. Ezen a helyen látható, egy régi koporsóban, a harmadik Jézust ábrázoló alkotás is, a fából faragott Krisztus-szobor.

## Pünkösdi napfelkelte
Pünkösd vasárnapjának hajnalán, a  moldvai csángók a Szenvedő Jézus-kápolnánál gyülekeznek,  ahol arccal kelet felé fordulva várják a napfelkeltét.
Napvárás közben a Jöjj, Szentlélek Úristen kezdetű ének, valamint a Te Deum is elhangzik.
A Csíki-havasok fölött felbukkanó Napban, a moldvai csángók, a Szentlelket vélik felfedezni. Szerintük, aki arra érdemes, más szent  dolgokat is láthat. 
A lujzikalagori Csernik  Antal, 1937-ben így írta le látomását: 
“Látnak sok mindent a Napba. A nap mutissa a Szentlelket. Mikor jő a Nap s a tisztaság.
Én es sokszor sokat láttam, de nemcsak én, hanem a nép látott. Láttom a Szentlelket, láttom a Golgota hedzsit három keresztvel. Két kereszt idzs dölt félre, s a nadzsobbik közép heljt. Az vot a Krisztus keresztje. Utána osztánd es láttam, hodzs a Krisztus ment fel a Golgota hedzsén. Emelte a keresztet, esett le. Még kőt fel, még ment a nadzs magos hedzsre. Udzs láttam, ahodzs itt mü most lássuk edzsmást.
Láttam osztmánd es, hodzs a Napból szakadott lang. S akkor megláttam a Szentlelket, uljan vot mind egy galambecska.”

## Külső hivatkozások
- A Szenvedő Jézus-kápolna Csíksomlyó honlapján
- Hereditatum – Online műemlék adatbázis